# 70'erne f.Kr.
Århundreder: 2. århundrede f.Kr. – 1. århundrede f.Kr. – 1. århundrede
Årtier: 120'erne f.Kr. 110'erne f.Kr. 100'erne f.Kr. 90'erne f.Kr. 80'erne f.Kr. – 70'erne f.Kr. – 60'erne f.Kr. 50'erne f.Kr. 40'erne f.Kr. 30'erne f.Kr. 20'erne f.Kr.
År: 79 f.Kr. 78 f.Kr. 77 f.Kr. 76 f.Kr. 75 f.Kr. 74 f.Kr. 73 f.Kr. 72 f.Kr. 71 f.Kr. 70 f.Kr.